# Uptown New York
Uptown New York is een Amerikaanse dramafilm uit 1932 onder regie van Victor Schertzinger.

## Verhaal
Patricia Smith trouwt met Eddie Doyle, maar ze houdt eigenlijk niet van hem. Haar grote liefde Max Silver werd door zijn Joodse familie gedwongen om te trouwen met een ander meisje ter bevordering van zijn carrière als chirurg. Als Patricia gewond raakt bij een auto-ongeluk, doet Eddie een beroep op Max om haar te opereren.

## Rolverdeling
| Acteur         | Personage                 |
| -------------- | ------------------------- |
| Jack Oakie     | Eddie Doyle               |
| Shirley Grey   | Patricia Smith            |
| Leon Ames      | Max Silver                |
| George Cooper  | Al                        |
| Alexander Carr | Papa Silver               |
| Raymond Hatton | Verkoper van gokautomaten |
| Lee Moran      | Receptionist              |